# Roudno
Roudno (en allemand : Rautenberg) est une commune du district de Bruntál, dans la région de Moravie-Silésie, en République tchèque. Sa population s'élevait à 208 habitants en 2021.

## Géographie
Roudno se trouve à 11 km au sud-sud-est de Bruntál, à 55 km à l'ouest-nord-ouest d'Ostrava et à 222 km à l’est-sud-est de Prague.
La commune est limitée par Nová Pláň, Bruntál et Razová au nord, par Leskovec nad Moravicí et Bílčice à l'est, par Křišťanovice et Moravský Beroun au sud, et par Lomnice à l'ouest.

## Histoire
La première mention écrite de la localité date de 1397.

## Administration
La commune se compose de deux quartiers :
- Roudno
- Volárna

## Transports
Par la route, Roudno se trouve à 18 km de Bruntál, à 72 km d'Ostrava et à 292 km de Prague.